# 리언 브리턴
리언 제임스 브리턴(영어: Leon James Britton, 1982년 9월 16일 ~ )은 잉글랜드의 전직 축구 선수로, 선수 시절 포지션은 미드필더이다. 현재 스완지 시티의 단장이다.